# Brevicellicium molle
Brevicellicium molle är en svampart som beskrevs av Hjortstam & Ryvarden 1980. Brevicellicium molle ingår i släktet Brevicellicium och familjen Hydnodontaceae.   Inga underarter finns listade i Catalogue of Life.